# شهرستان آلبانی (نیویورک)
شهرستان آلبانی (به انگلیسی: Albany) واقع در ایالت نیویورک است. جمعیت این شهرستان بر اساس سرشماری سال ۲۰۱۰ آمریکا ۳۰۴۲۰۴ نفر گزارش شده‌است. مرکز شهرستان آلبانی شهر آلبانی است که پایتخت ایالت نیویورک نیز هست.این شهرستان در تاریخ ۱ نوامبر ۱۶۸۳ بنیانگذاری شده‌است.